# Niklas Hedl
Niklas Hedl (* 17. března 2001) je rakouský fotbalista, který hraje jako brankář za SK Rapid Vídeň a rakouskou reprezentaci.

## Klubová kariéra
Je odchovancem Rapidu Vídeň, za A-tým debutoval 20. února 2022 proti Sturmu Graz.

## Reprezentační kariéra
Reprezentoval Rakousko v kategorii do 21 let. Odehrál zápas za seniorskou reprezentaci.

## Osobní život
Otec Raimund byl také fotbalovým brankářem a v současnosti je trenérem brankářů v Rapidu. Jeho bratr Tobias je fotbalový útočník a člen klubového B-týmu.